# Karussellgefängnis

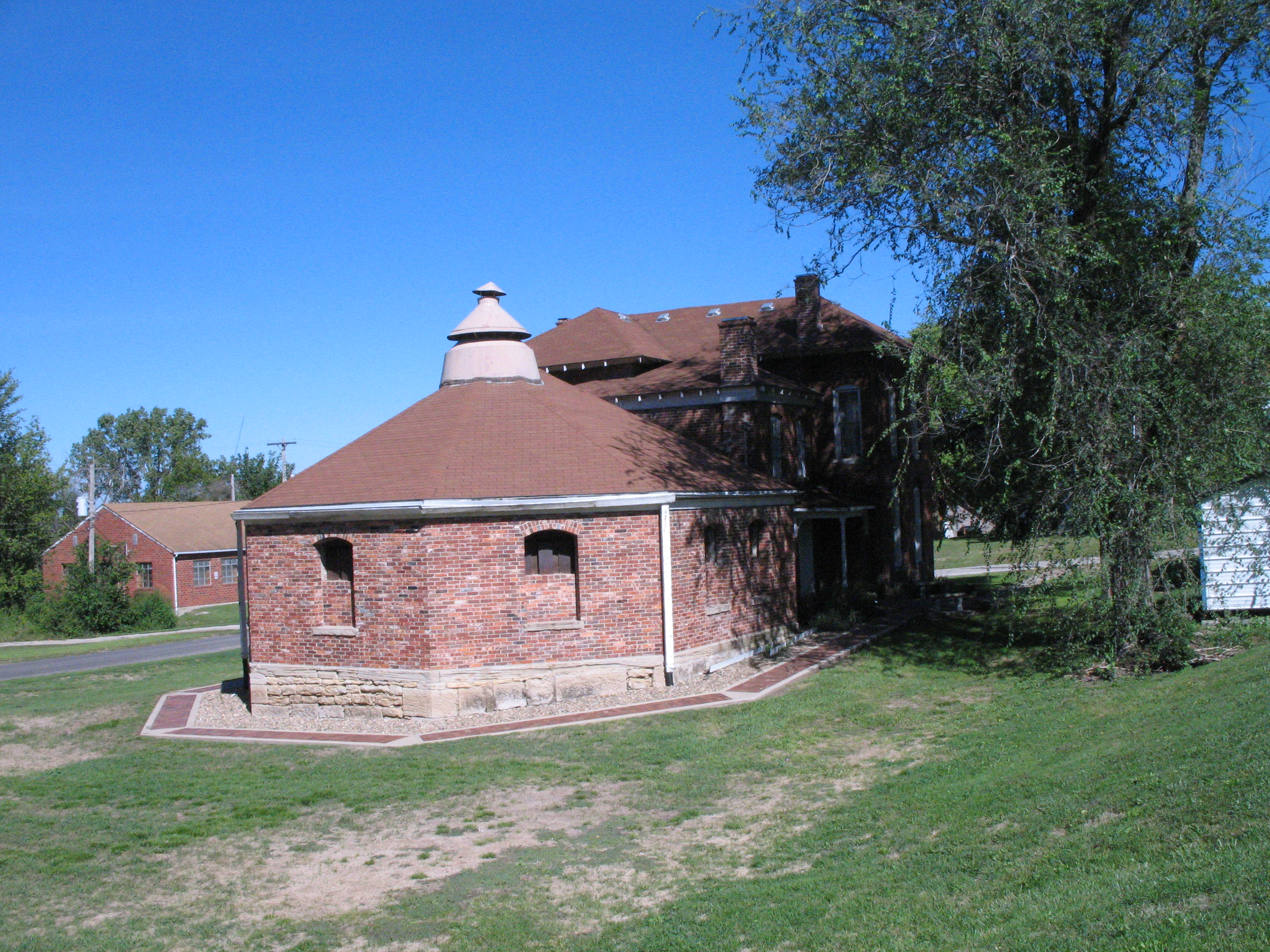
Karussellgefängnis in Gallatin, Missouri

Ein Karussellgefängnis (engl.: Rotary Jail) war in der US-amerikanischen Strafrechtsgeschichte eine Sonderbauart des Gefängnisses, bei der sich die Zellen mit den Häftlingen auf einer rotierenden Platte befanden, zu der üblicherweise nur ein Zugang führte. Diese Bauweise ermöglichte die Betreuung einer größeren Anzahl von Häftlingen durch die gleiche Anzahl von Wärtern. Anders als in einen herkömmlichen Gefängnis reicht ein Zugang für mehrere Zellen aus.
Das Karussellgefängnis wurde von William H. Brown entworfen und von Haugh, Ketcham & Co konstruiert und an verschiedenen Orten in den USA aufgestellt. Allerdings gab es bei den meisten dieser Anlagen technische Probleme, weshalb sie in konventionelle Gefängnisse umgebaut wurden, wofür auch neue Zellenzugänge geschaffen werden mussten.
Am 22. Juni 1939 wurden die letzten Karussellgefängnisse stillgelegt. Es sind aber noch heute 4 derartige Anlagen vorhanden, von denen aber nur noch das in Crawfordsville funktionsfähig ist.